# Somministrazione (farmacologia)
La somministrazione è quel processo per cui uno xenobiotico raggiunge il sito d'azione a cui esso è destinato.
In base alla via di somministrazione lo xenobiotico può avere un effetto topico (o locale) oppure un effetto sistemico.
La somministrazione con effetto topico consiste nell'applicazione dello xenobiotico sulla parte interessata o comunque in prossimità dell'obiettivo della terapia (se lo xenobiotico è un farmaco). La molecola non entra nel sistema circolatorio, ma esplica la sua azione solo a livello locale.
La somministrazione con effetto sistemico prevede invece che lo xenobiotico entri nel torrente circolatorio e sia poi distribuito nel sito d'azione che può essere anche molto distante dal sito di applicazione. 
Le principali vie con effetto sistemico sono le vie enterali e le vie parenterali.

## Vie enterali
Le vie enterali comprendono la via orale (o gastroenterica), la via rettale e la via sublinguale (o buccale).
La via orale è la meno invasiva per il paziente ed è la principale via di assunzione della maggior parte dei farmaci. L'assorbimento per questa via è difficoltoso e soggetto a molte variabili; ad esempio a livello dello stomaco l'assorbimento è scarso (anche se vi è comunque l'assorbimento di alcune molecole come l'etanolo), mentre a livello intestinale è maggiore. Il farmaco inoltre, prima di raggiungere la circolazione sanguigna, può subire varie reazioni chimiche all'interno del lume gastro-intestinale, e/o subire l'effetto di primo passaggio a causa della circolazione enteroepatica enzimi.
La via sublinguale e la via rettale, invece, non sono soggette all'effetto di primo passaggio ma presentano altre problematiche.
La via sublinguale sfrutta l'elevata vascolarizzazione della cavità orale e permette una rapida diffusione del farmaco ma le molecole in questione devono essere sufficientemente lipofile e di basso peso molecolare per superare l'epitelio orale.
La via rettale, anche se permette di evitare gli enzimi gastrici, presenta un assorbimento irregolare ed è principalmente utilizzata in ambito pediatrico.

## Vie parenterali
Le vie parenterali sono tutte quelle vie di somministrazione dei farmaci diverse da quella gastro-intestinale.
Pertanto comprende sia la somministrazione attraverso mucose o epiteli accessibili (vie percutanee, via inalatoria, via oculare ecc.), sia iniettando il farmaco direttamente nella circolazione sanguigna.
Il principale vantaggio della somministrazione tramite le vie endovasali è l'evitare la fase di assorbimento, pertanto la biodisponibilità del farmaco è pari praticamente alla dose. 
L'iniezione endovenosa può essere effettuata invece tramite un unico bolo o per infusione continua (cioè tramite flebo). Tramite un unico bolo si determina però una concentrazione massima plasmatica immediata che può determinare problemi di tossicità al cuore e al cervello. L'iniezione deve essere effettuata da una persona con una certa perizia, pena il rischio di formare un embolo. Inoltre, tramite le vie endovasali, lo xenobiotico non è più recuperabile. 
Le altre vie di iniezione sono invece più rare.
L'iniezione endoarteriosa è molto rara, ha un uso locale ed è praticata principalmente per i chemioterapici, ma anche per interventi chirurgici e per uso diagnostico.
L'iniezione intramuscolare prevede l'iniezione di un farmaco direttamente nel tessuto muscolare. 
L'iniezione intradermica viene utilizzata soprattutto a scopo diagnostico, iniettando allergeni nel derma sottostante l'epidermide. 
Tramite iniezioni sottocutanee, invece, lo xenobiotico viene iniettato nel connettivo al di sotto della cute.
In alcuni casi un'endovenosa eseguita senza perizia si trasforma in iniezione intradermica non voluta, disperdendo la soluzione iniettata in tutto o in parte nei tessuti circondanti la vena; è il cosiddetto fuori vena.
Vanno anche menzionate le preparazioni nasali.

## Vie topiche
Le vie topiche prevedono il contatto diretto del farmaco con il sito di azione, frequentemente la cute o le mucose, con minimo assorbimento da parte dell'organismo.